# سان باولو ألبانيزي
سان باولو ألبانيزي (بالإيطالية: San Paolo Albanese)‏ هي بلدية في مقاطعة بوتنسا في إقليم بازيليكاتا الإيطالي.

## السكان
في سنة 1861 بلغ عدد السكان 1٬430 نسمة، وتطور العدد ليصل في سنة 2011 لـ 306 نسمة.
يظهر هذا المخطط البياني تطور النمو السكاني لـ سان باولو ألبانيزي